# Margaret Cho
Margaret Moran Cho (San Francisco, 5 de diciembre de 1968) es una actriz, música, y  comediante estadounidense. Además es diseñadora de moda y autora de varios libros. Su repertorio consiste principalmente en monólogos que muestran experiencias cotidianas que permiten revisar los rasgos psicológicos más típicos de la sociedad, satirizándolos y redescubriendo de este modo el perfil del ciudadano estadounidense promedio. En coherencia con ello, los tópicos que abordan los libretos corresponden a problemas familiares, laborales, sexuales y políticos.

## Primeros años
Nacida como Moran Cho en una familia coreana-estadounidense en San Francisco el 5 de diciembre de 1968. Otros niños la llamaban a menudo moron (en inglés, retrasado mental leve). Cho creció en un barrio culturalmente muy diverso en las décadas de 1970 y 1980, que ella misma describe como una comunidad de «"viejos hippies, ex drogadictos, desilusionados de la década de 1960, drag queens, chinos y coreanos. Llamarlo melting pot es lo de menos. Fue realmente una época confusa, instructiva, maravillosa."»
Los padres de Cho, Young-Hie y Seung-Hoon Cho administraban una librería en la calle Polk. Su padre escribe libros de chistes, además de columnas en periódicos de Seúl.
Tras mostrar algún interés en ser actriz, realizó una audición y fue aceptada en la San Francisco School of the Arts, una escuela superior de interpretación. En la escuela, se apuntó al grupo de improvisación cómica con Sam Rockwell.
Cho es conocida por sus actuaciones en plató, sus grabaciones y sus películas concierto. Sus shows son una mezcla de su estilo de comedia con un fuerte comentario social y político. Además de estos shows también ha dirigido y aparecido en videos musicales, y ha desarrollado su propia línea de ropa. Ha apoyado de manera habitual los derechos LGBT y se identifica a sí misma como bisexual. Ha recibido varios premios por sus esfuerzos humanitarios.

## Carrera

### Década de 1990

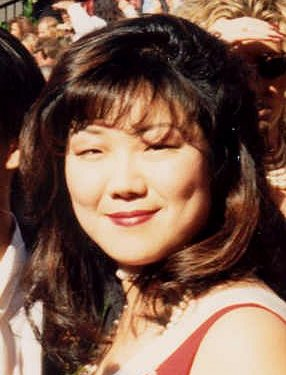
Cho asistiendo a la entrega de los premios Primetime Emmy de 1994.

Después de realizar varios espectáculos en un club adyacente a la librería de sus padres, Cho se lanzó con monólogos humorísticos y pasó varios años desarrollando sus temas en clubs. Su carrera comenzó a tomar impulso tras su paso por la televisión y su aparición en campus universitarios. Consiguió un codiciado puesto en la entrada del programa de Jerry Seinfeld y apareció en un especial sobre Bob Hope. También frecuentó The Arsenio Hall Show. En 1994 ganó el American Comedy Award a la mejor humorista femenina.
Ese mismo año, ABC desarrolló y emitió una serie de humor basada en los monólogos de Margaret Cho. La serie, All American Girl, fue celebrada inicialmente como la primera serie en la que una familia de origen asiático era protagonista.
Cho se ha arrepentido más tarde sobre gran parte de lo que ocurrió durante la producción de los episodios de la serie.
- Después de que los ejecutivos de la cadena criticaran su apariencia y la redondez de su cara, Cho dejó de comer durante algunas semanas; su rápida pérdida de peso, realizada para modificar su apariencia para la filmación de episodio piloto, le causó insuficiencia renal.
- La serie fue criticada por la comunidad asiática estadounidense, que comentó los estereotipos. Los productores dijeron a Cho en diversas ocasiones que era demasiado «asiática» y, paradójicamente, que no lo era suficientemente. Los productores llegaron a contratar a un profesor particular que le enseñara a «ser más asiática».[6]
- Gran parte del humor era general, pero a veces realizaba caracterizaciones estereotipadas de sus parientes coreanos y los clientes de la librería gay.

La serie fue cancelada enseguida tras tener bajas audiencias y grandes cambios en el contenido durante la primera y única temporada.
TRas la cancelación de la serie en 1995, Cho se convirtió en adicta a las drogas y el alcohol. Tal como cuenta en su autobiografía de 2002, I'm the One That I Want, en 1995, su adicción afectó de tal manera su actuación que en Monroe (Luisiana) 800 estudiantes universitarios la abuchearon hasta que se tuvo que ir del escenario.

### Década de 2000 en adelante
Cho inició la década de 2000 realizando una gira por Estados Unidos con su espectáculo unipersonal titulado I'm the One That I Want. El show trataba de sus dificultades para entrar en el mundo del espectáculo debido a su origen asiático y su sobrepeso. Además, editó un libro con el mismo título, al igual que un DVD en el que incluyó sus rutinas de humor grabadas durante la realización de su tour.
Su segundo espectáculo, Notorious C.H.O., de 2002, (el título es una referencia al rapero The Notorious B.I.G.) trataba sobre su adolescencia en la década de 1970 en San Francisco y su propia bisexualidad. De la gira se produjo una versión para el cine, un CD y un libro. En 2003 realizó otra película con su monólogo Revolution, estrenada en 2004.

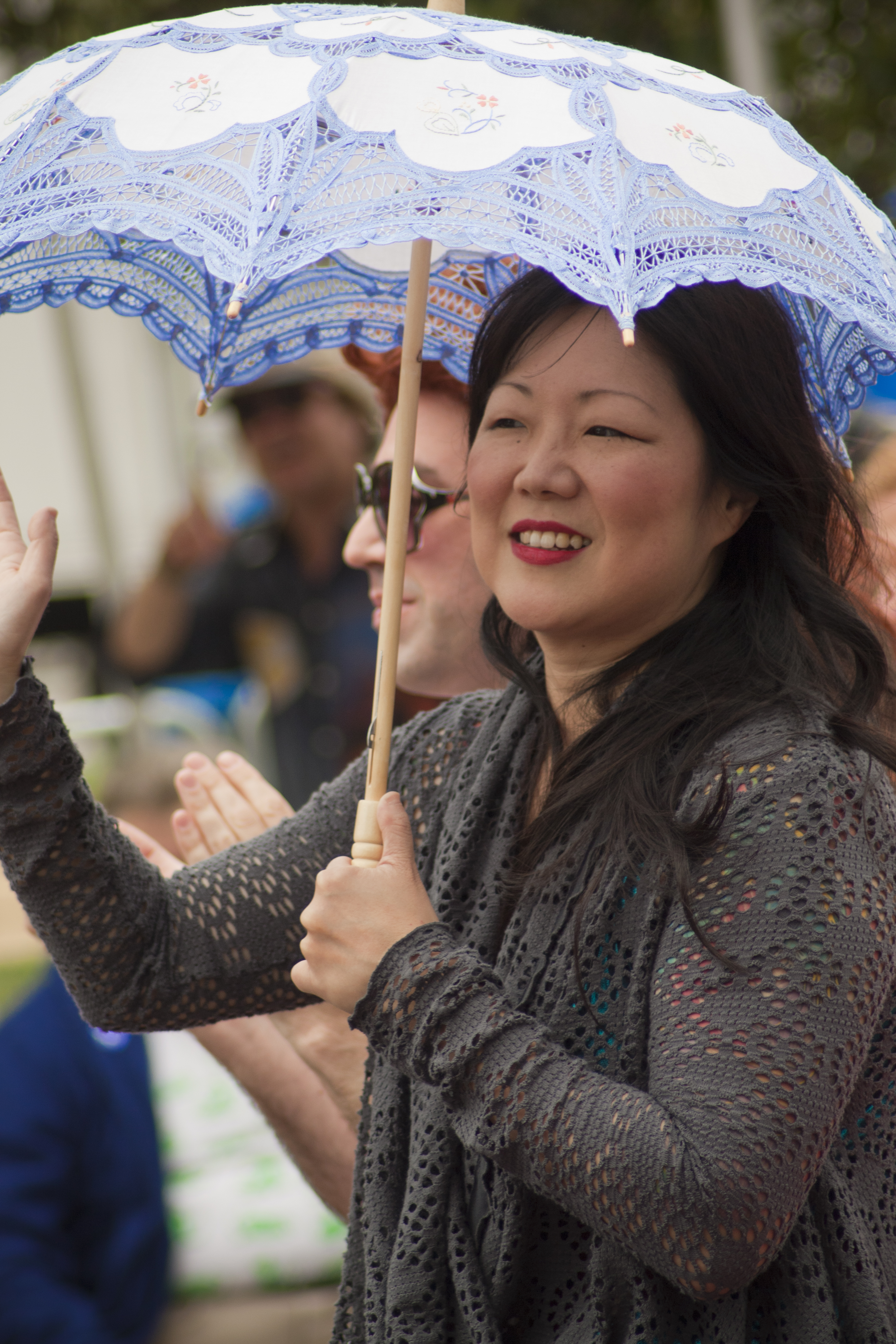
Margaret Cho en Los Ángeles, California, en 2011.

Apareció como artista invitada en un capítulo de la cuarta temporada de Sex and the City titulada The Real Me. En ese capítulo también aparecía la supermodelo Heidi Klum.
A finales de 2004, Cho comenzó a trabajar en su primer papel protagonista en una película cuyo guion escribía ella misma. La película, titulada Bam Bam and Celeste, es una comedia de bajo presupuesto sobre una mariliendre y su mejor amigo gay. En la película, su amigo y compañero de gira Bruce Daniels es coprotagonista. La película se estrenó en el Festival Internacional de Cine de Toronto en 2005.
En 2005 Cho comenzó una gira con su nuevo espectáculo Assassin. El show se convirtió en su cuarta película de monólogos y se estrenó en la cadena de televisión gay y lésbica Here! TV en septiembre de 2005. En el DVD aparece hablando sobre la comunidad gay como «nosotros» y «nuestra comunidad». En los pósteres de Assassin, Cho aparece en ropa militar con un micrófono haciendo las veces de un rifle automático, una referencia a la famosa foto de 1974 de la rica heredera Patty Hearst.
También en 2005, Cho editó su segundo libro I Have Chosen to Stay and Fight, una compilación de ensayos y prosa sobre política mundial, derechos humanos y otros asuntos. Hizo una gira estadounidense promocionando del libro. También se editó la versión leída. Un DVD con la actuación de Assassin fue editada a la vez que el libro.
Cho lanzó The Sensuous Woman el 10 de agosto de 2007 en Los Ángeles, un espectáculo de variedades de carácter burlesco. La gira tenía fechas comprometidas hasta el 3 de noviembre de 2007 a fecha del 10 de octubre. Ciudades por las que pasó la gira fueron Chicago y Nueva York. El 10 de agosto de 2007, el San Francisco Chronicle realizó un repaso sobre el espectáculo y el trabajo de Cho, además de los eventos más importantes en su vida. El periódico definió el espectáculo como «de hecho, tan subido de tono y tan mal como se porta el reparto, el show da más la impresión de ser una reunión de familia loca que una función.»

## Vida privada
A pesar de que su nombre legal es Moran Cho, su nombre artístico es Margaret. Cho no habla coreano con fluidez, pero es capaz de entender conversaciones simples.
Estuvo relacionada sentimentalmente con Quentin Tarantino, que apareció en un capítulo de su serie televisiva, Chris Isaak y Garrett Wang. Cho también ha hablado abiertamente sobre sus experiencias y relaciones sexuales y se considera bisexual. Cho también se ha descrito como una «mariliendre» (fag hag), «queer», porque tiene gustos y un punto de vista gay, y —en sus propias palabras— «putilla». Cho se casó con Al Ridenour, un artista relacionado con la creación de Cacophony Society y Art of Bleeding, en 2003. Margaret Cho aparece en una actuación de Art of Bleeding en 2006. Fue entrevistada por la humorista Dawn French en su programa televisivo Girls Who Do Comedy, que trataba 30 mujeres humoristas.
Cho comenzó a tatuarse en 2006 y se ha convertido en una entusiasta; en marzo de 2007 estimaba que un 15 a 20% de su cuerpo estaba cubierto.

## Origen de su humor e ideario político
El humor de Cho es, a menudo, explícito. Ha tratado el abuso de drogas, trastornos alimentarios, su cariño por los gays y los estereotipos de los estadounidenses de origen asiático. Cho también es conocida por retratar la relación con su madre, particularmente, imitando el habla de su madre que tiene un fuerte acento coreano. Sus imitaciones de Mommy son una parte muy popular de su rutina.
Cho emplea a menudo comentarios sobre la situación política y la cultura de EE. UU. contemporánea. Además de en sus espectáculos, Cho también da salida a sus opiniones políticas en su página web Margaretcho.com y su bitácora.
Una buena parte de su material y su ideario político trata sobre asuntos LGBT. Cuando el alcalde de San Francisco, Gavin Newsom, ordenó que el ayuntamiento de la ciudad otorgara licencias de matrimonio a parejas homosexuales en 2004 (hasta que fue paralizado por el tribunal supremo del estado), Cho creó la página web Amor es amor es amor (Love is Love is Love) promocionando la legalización del matrimonio homosexual en los Estados Unidos.
Cho también ha sido muy franca en su oposición al presidente George W. Bush. Comenzó a recibir fuertes críticas desde el campo conservador, sobre sus comentarios fuertemente anti-Bush; amenazó con manifestarse ante una actuación en directo que iba a realizar en Houston. Aunque los manifestantes nunca aparecieron, ella mantuvo una contraprotesta fuera del club en el que actuaba, hasta que los encargados de la seguridad la avisaron que debía entrar. En 2004, Cho estaba actuando ante empleados de una corporación cuando, a los diez minutos, le fue cortado el micrófono y se ordenó a la banda que comenzase a tocar música. Cho afirma que al director del hotel se ofendió con sus comentarios en contra de la administración de Bush. El pago por la actuación, que había ido directamente a la ONG West Memphis Three, inicialmente tuvo problemas, pero finalmente fue realizado.
En julio de 2004, durante la Convención nacional democrática, se retiró la invitación de Cho para hablar en Campaña de Derechos Humanos / Stonewall Democrats en una cena de recaudación de fondos, por miedo a que sus comentarios causaran controversia. En noviembre de 2005 realizó una campaña a favor del perdón de Stanley Williams, un antiguo líder de la banda Crips, sentenciado a la pena de muerte por cuatro asesinatos. El 13 de diciembre de 2005, tras agotar todas las posibles formas de apelación, fue ejecutado con una inyección letal en la prisión de San Quintín, en California.
Ejerció de MC para la gira True Colors realizada por un conjunto de varios artistas, que visitó 15 ciudades de EE. UU. y Canadá. La gira, patrocinada por el canal de televisión LGBT Logo, comenzó el 8 de junio de 2007. Encabezada por Cyndi Lauper, la gira incluía a artistas como Debbie Harry, Erasure, The Gossip, Rufus Wainwright, The Dresden Dolls, The MisShapes, Rosie O'Donnell, Indigo Girls, The Cliks y otros invitados especiales. Los beneficios de la gira se donaron a las ONG Human Rights Campaign, PFLAG y la fundación Matthew Shepard.
El 25 de enero de 2008, Cho dio su apoyo oficialmente al senador por Illinois Barack Obama para su nominación a la presidencia por el partido Demócrata para las elecciones de 2008.